# 森林军
吉兰省的森林军是一场反抗伊朗崇高国中央政府君主制统治的叛乱，这场叛乱从1915年持续到1921年。

## 历史
1915年，穆尔扎·库切克·汗，一位经验丰富的宪政革命活动家，在吉兰省的森林中发起了宗教性的伊斯兰的森林军运动。森林军要求吉兰省享有自治地位，结束中央政府腐败，结束外国干涉当地人民事务，并进行土地改革。基本上，尽管这场运动不是“分裂主义”、“资产阶级民族主义”或共产主义，但其主要思想植根于消除该国的政府腐败、“外国帝国统治”以及反对该国现有的君主制。有了这样的目标，该运动得到伊朗境内农民、工人阶级和贫困人口的大力支持也就不足为奇了。即便如此，胡尚·阿米拉赫马迪将该运动的领导人描述为“商人和地主”，而穆尔扎则被描述为伊朗资产阶级“民主派”的一部分。
在接下来的几年里，森林军的游击队员与外国入侵者进行了战斗。虽然他们被描述为主张武装叛乱的“吉兰小地主”，但他们的实力足以抵抗俄罗斯帝国的进攻，导致英国成为该地区的主要军事存在。 1917年十月革命之后，伊朗境内的马克思主义者变得更加组织化，并开始与森林军合作，其中许多新革命者直接受到布尔什维克的影响。 后来，这些马克思主义者最终组建了共产主义的伊朗共产党。即便如此，两者间毫无疑问存在分歧，因为穆尔扎支持土地改革，但不支持土地再分配。
1917年底，由于隶属于带有民主成分的“资产阶级民族主义”伊斯兰联盟运动，森林军组织了“伊斯兰统一”委员会，委员会成员主要由地主和商人组成。尽管如此，他们还是起草了一部拟议的宪法，接受有一定限制的“土地私有制”，但也呼吁平等、少数服从多数和自由。然而，森林军未能改变地主和农民之间的关系，但他们确实继续持有反专制主义、反帝国主义和民族主义的立场。他们的报纸《森林军》于1917年创刊。在接下来的几年里，随着混乱和政治不安席卷全国，这场运动的力量显然正在增强。
到1920年，主要属于什叶派穆斯林的森林军发动起义，要求区域自治和国家改革。苏俄红军进入伊朗恩扎利港后，起义出现了转折点。结果，红军和森林军同意在吉兰省建立资产阶级民主反英反帝政府，而穆尔扎则开始与中央政府秘密谈判，消灭共产党，导致吉兰政府政变，后来双方重归于好。
此后，森林军成为维护波斯社会主义苏维埃共和国的关键部分，表明马克思主义者和穆斯林可以为了共同的事业而共同努力。约翰·福兰这样描述这次合作：
海达尔·汗·阿莫鲁领导的伊朗共产党和穆尔扎·库切克·汗领导的森林军结成联盟，共同建设苏维埃社会主义共和国。此外，他们还致信列宁，请求列宁协助“将我们和所有被压迫者从伊朗和英国压迫者的锁链中解放出来”。他们还致函德黑兰，宣布君主政府非法。
这个苏维埃共和国在其领导人被杀和监禁之前持续了近两年。虽然苏俄在伊朗的角色尚不明确，有人质疑他们是帮助伊朗人还是帮助在该国建立苏维埃共和国，但毫无疑问，作为苏维埃共和国一部分的“马克思主义与穆斯林合作”在该国的政治和社会主义组织有着长期的历史遗产，后来有一组学生在20世纪60年代组织起来反对国王，被称为“森林军集团”。

## 历史分析
最初，在运动开始时，穆尔扎和他的盟友成立了一个名为“Ettehad-e-Islam”（伊斯兰联盟）的联盟。尽管一开始他们在运动的目标上是一致的，但最终该运动开始出现相当大的分歧，一些成员对艾哈迈德沙·卡扎尔有不同的看法，而穆尔扎等其他人则特别呼吁建立一个伊朗“共和国”。
从他的信中可以看出，穆尔扎不仅特别使用了“伊朗共和国”一词，而且在伊朗共产党出现之前，他也宣布了他对“共和国”的向往。事实上，穆尔扎在波斯社会主义苏维埃共和国成立仅17天后就被解除了他的职务。穆尔扎似乎并不同意马克思主义意识形态，他是一个虔诚的信仰者，尽管他的许多盟友直到最后都是共产党员。
英国人并没有轻视穆尔扎的成功，并派出情报人员爱德华·诺尔去刺杀穆尔扎。诺尔在采取任何此类行动之前就被捕了。斯托克斯上校和莱昂内尔·邓斯特维尔将军因穆尔扎拒绝让英军在途中经过吉兰被激怒而进一步北上，穆尔扎则批准并保证俄罗斯军队返回北上的安全通道。英国军队因此袭击了拉什特，甚至用飞机轰炸了穆尔扎的住所。英国向穆尔扎发出最后通牒，要求他投降。
俄国人加入了英国的行列，派出两万名军队来抓捕米尔扎。该运动的许多知名成员，如哈吉·艾哈迈德·卡斯迈和塔莱夸尼·赫什马特率领270名士兵投降，后者被卡扎尔政府处决，尽管他获得了豁免权。
1922年，苏俄与伊朗政府达成协议，撤出军队，特别是援助波斯社会主义苏维埃共和国的军队，不久之后英国宣布将撤军。最终，苏俄顾问告诉穆尔扎，由于形势的变化，苏维埃共和国受到了损害。结果，内部冲突爆发了，共产党领导人海达尔·阿穆·奥利被杀，苏维埃共和国“革命委员会”分崩离析，森林军被艾哈迈德击败，穆尔扎和他的德国同伴在试图逃亡时被冻死。

## 继续阅读
- George Lenczowski. . Greenwood Press. 1968. ISBN 0-8371-0144-1.
- Nasrollah Fatemi. . Russell F. Moore. 1952. ASIN B0007DXLE2. LCCN 52011977.
- Ebrahim Fakhrayi, Sardar-e Jangal (The Commander of the Jangalis), Tehran: Javidan,1983.
- Gregor Yaghikiyan, Shooravi and Jonbesh-e Jangal (The Soviet Union and the Jangali Movement), Editor: Borzouyeh Dehgan, Tehran: Novin, 1984.
- Khosro Shākeri, Milāde Zakhm: Jonbesh-e Jangal va Jomhuri-ye Shoravi-ye Socialist-e Iran in Persian, first edition, 715 p. (Akhtarān Press, Tehran, 2007). ISBN 978-964-8897-27-2 .  Published in English as Cosroe Chaqueri The Soviet Socialist Republic of Iran, 1920-21: Birth of the Trauma (Pitt Series in Russian and East European Studies, University of Pittsburgh Press, 1994), ISBN 9780822937920.
- Haghshenas, Seyyed Ali, Movement of Jangal,  result of incomplete Constitutional Revolution  (owjnews Agency).